# More And More
Singles de Captain Hollywood Project
Only With You
(1993)
More And More est le tout premier single de Captain Hollywood Project sorti en 1992, interprété et produit par l'ex-rappeur et membre du Twenty-4-Seven, l'Américain Tony Dawson-Harrison dont il est également porteur du pseudonyme du dit projet.
C'est d'ailleurs le tube qui classe le groupe à la 1re place du classement pendant près de deux mois dans leur pays d'origine, l'Allemagne, et qui a connu un énorme succès en Europe mais aussi dans le reste du monde. En France, il se classe à la 7e place du top 40, en Suisse, en Suède et en Autriche il est classé 3e mais aussi aux États-Unis où le single, très bien accueilli, s'est classé à la 17e place du billboard américain des 100 meilleurs tubes.
Ce titre est tiré du premier album du groupe qui s'intitule Love Is Not Sex qui connait un certain succès en Europe, et qui est sorti un peu plus tard en 1993 ; le tube a connu plusieurs chanteuses qui avaient accompagné Tony Dawson-Harrison alias Captain Hollywood ; cependant la voie féminine du groupe, Nina Gerhard, était la véritable interprète de ce morceau avant que cette dernière décide de quitter la formation allemande vers 1994 pour se consacrer à une carrière solo quelques mois après. Depuis le groupe a connu une autre chanteuse, Petra Speigal. Celle-ci avait pris le relais en tant que chanteuse interprète et avait totalement intégrée la formation menée par Tony Dawson-Harrison ainsi que le reste des membres.
Après des années de silence, Captain Hollywood revient en Allemagne dans les studios après un long séjour en Floride où il avait été nommé vice-président pour les besoins du label Skreem Record et puis décide d'enregistrer 17 ans après son premier énorme succès le remake qui s'intitulera désormais More And More Recall 2008.